# Annecy
Annecy (francoprovençal: Èneci) és un municipi francès situat al departament de l'Alta Savoia i a la regió d'Alvèrnia-Roine-Alps.

## Geografia
Al nord del llac d'Annecy en la seva desembocadura natural, ocupa una posició estratègica sobre els eixos transversals entre Itàlia, Ginebra i França.
La seva zona geogràfica és un lloc de contacte entre una zona muntanyenca prealpina i una zona de pujols mitjans. És recorreguda pel riu Thiou, a qui el llac aboca les seves aigües.
Al sud, el llac i l'enorme bosc salvatge del massís del Semnoz, a l'oest, els pujols de mitjana altura, al nord una gran plana, avui urbanitzada, a l'est el municipi d'Annecy-le-Vieux, contrafort de la muntanya del Veyrier i de l'altiplà de les Glières.
El centre de la ciutat està situat a una altitud de 448 m.

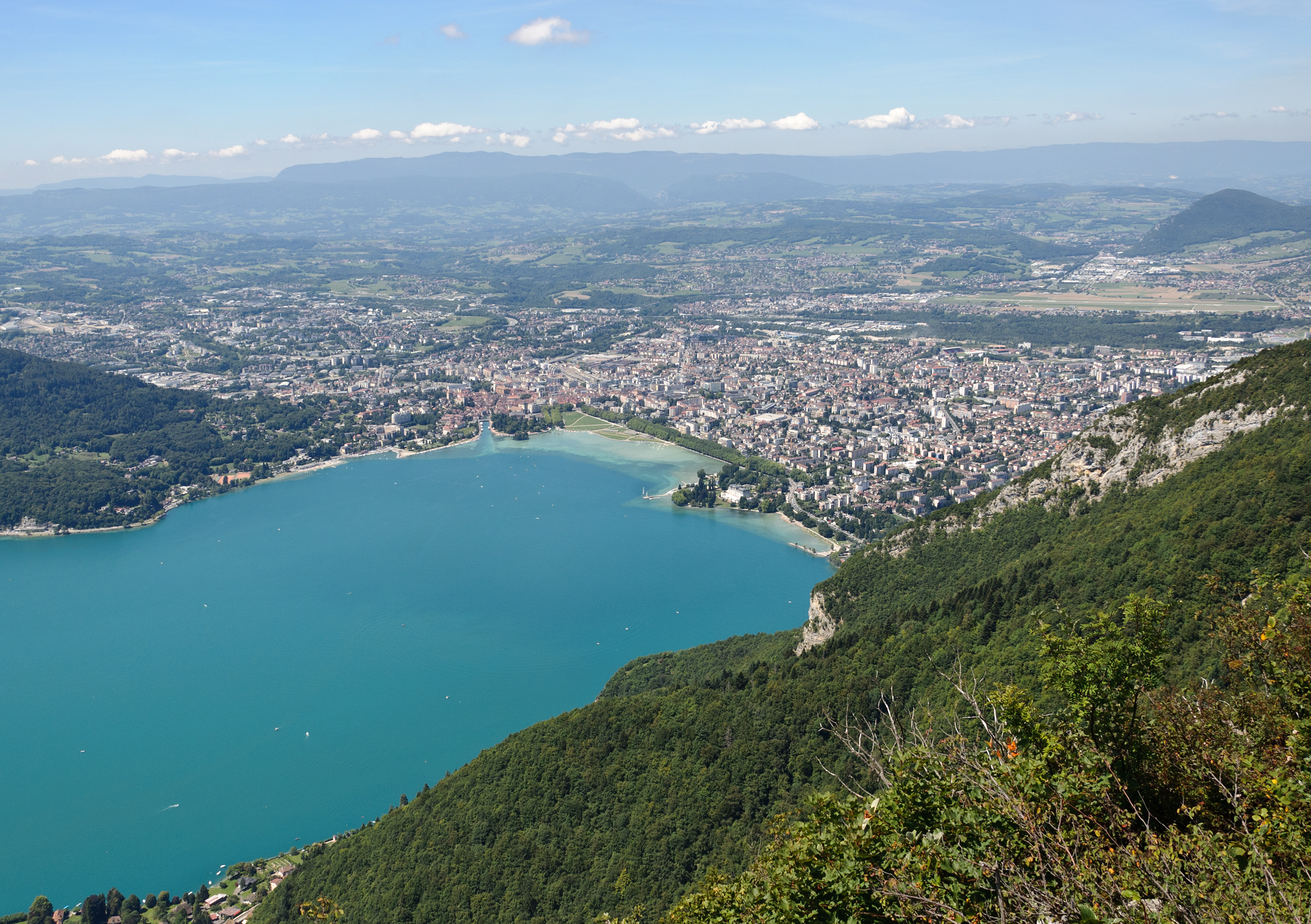
El llac d'Annecy vist des del Mont Veyrier

## Història
L'1 de gener de 2017, el municipi d'Annecy va absorbir els d'Annecy-le-Vieux, Cran-Gevrier, Meythet, Pringy i Seynod.

## Política i administració
La ciutat està governada per un consell municipal composta per 45 membres elegits cada sis anys. El batlle de la ciutat d'ençà el 2020 és François Astorg (Els Verds).

## Patrimoni
En destaca el castell dels comtes de Ginebra, del segle xii al xiv.

## Ciutats agermanades
- Blanca (Múrcia), Espanya
- Vicenza, Itàlia
- Liptovský Mikuláš, Eslovàquia